# Тапи Чанакья
Тапи Чанакья (телугу తాపీ చాణక్య, англ. Tapi Chanakya; 1925, Визианагарам, Андхра-Прадеш, Британская Индия — 1973) — индийский кинорежиссёр
 и сценарист.

## Биография

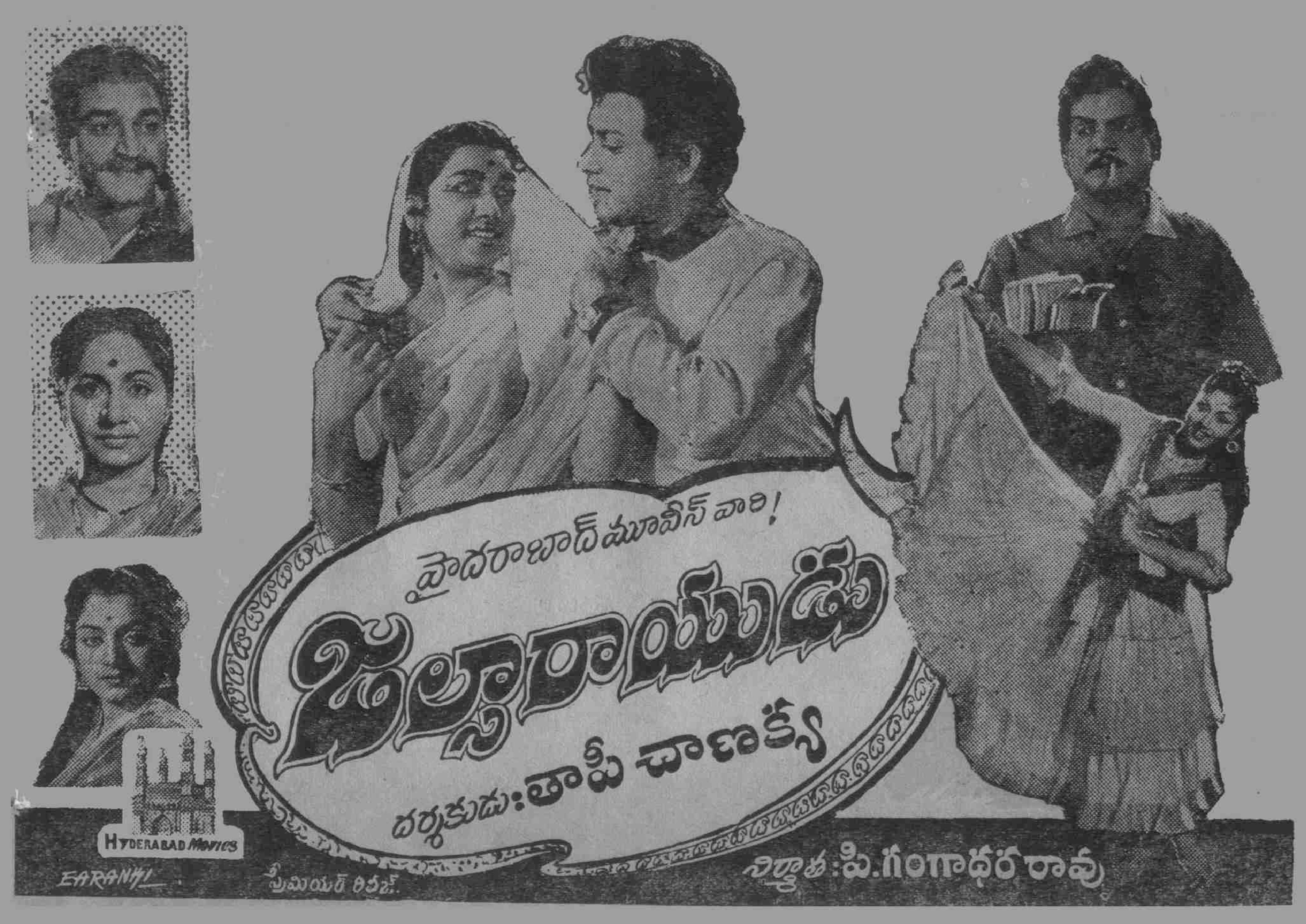
Постер фильма Тапи Чанакья «Jalsarayudu» (1960)

Сын известного индийского писателя Тапи Дхарма Рао Найду (1887—1973).
В молодости служил радиотелеграфистом в индийской армии. Затем занялся кинематографом. Работал помощником кинорежиссёра.
Его фильм «Anta Manavalle» (1954) стал хитом индийского кино и получил признание публики.
Как режиссёр снял более 30 фильмом на хинди, телугу и тамильском языках. Написал 2 сценария.

## Избранная фильмография
- Palletoori Pilla (Телугу) (1950) (помощник режиссёра)
- Anta Manavalle (1954)
- Rojulu Marayi (Телугу ) (1955) (Режиссёр и сценарист )
- Peddarikalu (1957)
- Ettuku Pai Ettu (1958)
- Bhagya Devatha (1959)
- Jalsarayudu (1960)
- Kumkumarekha (1960)
- Pudhiya Pathai (1960)
- Kalasivunte Kaladu Sukham (1961)
- Constable Koothuru (1963)
- Ramudu Bheemudu (телугу) (1964)
- Varasatwam (1964)
- C.I.D. (1965)
- Enga Veetu Penn (1965)
- Enga Veettu Pillai (1965)
- Adugu Jaadalu (1966)
- Naan Aanaiyittal (1966)
- Рам и Шиам (хинди) (1967)
- Oli Vilakku (1968)
- Pudhiya Boomi (1968)
- Madhavi (1969)
- Vidhi Vilasam (1970)
- Bangaru Talli (1971)
- Bikhre Moti (Хинди) (1971)
- Man Mandir (Хинди ) (1971)
- Bandhipotu Bhayankara (1972)
- Jaanwar Aur Insaan (Хинди) (1972)
- Manavata (Хинди) (1972)
- Subha-O-Sham (Хинди & Персидский) (1972)
- Ganga Manga (Телугу) (1973) ремейк "Зита и Гита"